# Молодиченко Валентин Вікторович
Молодиченко Валентин Вікторович (народився 31 жовтня 1965, Мелітополь) — ректор Мелітопольського державного педагогічного університету імені Богдана Хмельницького (2011-2016 рр.), завідувач кафедри початкової освіти, доктор філософських наук, професор, член-кореспондент Міжнародної педагогічної академії, дійсний член Міжнародної академії безпеки життєдіяльності.

## Біографія
Народився 31 жовтня 1965 року у місті Мелітополь, Запорізької області 1965 році. У 1983 році він вступив до Мелітопольського державного педагогічного інституту (нині МДПУ) на спеціальність «географія — біологія», і закінчив його в 1988 році.
Трудову діяльність В. В. Молодиченко розпочав у 1988 році після закінчення природничо-географічного факультету Мелітопольського державного педагогічного інституту.
З 1992 до 1995 р. р. навчався в аспірантурі Інституту геологічних наук. З 1994 до 1997 р. обіймав посаду старшого викладача кафедри загального землезнавства та кафедри загальної географії. У 1996 році захистив кандидатську дисертацію на здобуття наукового ступеня кандидата геолого-мінералогічних наук.
З 1997 року до 2003 року працював на посаді декана соціально-гуманітарного факультету, де до цього протягом 6 років виконував обов'язки заступника декана з виховної роботи.
З вересня 1999 року і до цього часу очолює кафедру початкової освіти. Під його керівництвом створені сучасні навчально-методичні комплекси дисциплін, надруковані навчально-методичні посібники, рекомендовані Міністерством освіти та науки України, з дисциплін «Основи педагогічної майстерності», «Основи землезнавства», «Методика викладання природознавства». За його активної участі при кафедрі та педагогічній лабораторії університету створено навчально-науковий комплекс початкової освіти, до якого, зокрема, увійшов експериментальний клас початкової школи. На його базі створені умови для впровадження нових освітніх технологій, реалізується ідея безперервної екологічної освіти, організована безперервна педагогічна практика студентів, науково-дослідна робота викладачів, студентів та аспірантів кафедр психолого-педагогічного циклу.
У 2003—2010 роках обіймав посаду проректора з наукової роботи. Свою діяльність на цієї посаді спрямовував на вдосконалення змісту та форм організації науково-дослідної роботи професорсько-викладацького та студентського колективів університету. За його ініціативи були створені міжгалузеві науково-дослідні структури (лабораторія соціологічних досліджень університету та інститут соціології НАН України, лабораторія біологічних досліджень університету та Таврійської державної агротехнічної академії). При безпосередньої участі В. В. Молодиченка пройшов процес створення на базі НДІ біорізноманіття наземних та водних структур екосистем України спільного науково-дослідницького підрозділу університету та Інституту зоології ім. І. І. Шмальгаузена НАН України.
З серпня 2010 року виконував обов'язки ректора Мелітопольського державного педагогічного університету імені Богдана Хмельницького, а з 25 листопада 2011 року наказом Міністерства освіти і науки, молоді та спорту України доктор філософських наук, професор Молодиченко В. В. призначений ректором Мелітопольського державного педагогічного університету ім. Богдана Хмельницького.

## Нагороди
За значний внесок у розвиток педагогічної освіти був нагороджений:
- Знак «Відмінник освіти України» (11.09.1998 р.)
- Почесна грамота Верховної Ради України (30.04.2004 р.)
- Цінний подарунок Верховної Ради України (26.08.2008 р.)
- Знак «Петро Могила» (13.05.2009 р.)
- Почесна грамота Кабінету Міністрів України (18.08.2010 р.)
- Грамота Управління у справах сім'ї, молоді та спорту Мелітопольської міської ради (21.09.2012 р.)
- Подяка Міжнародного благодійного фонду «Допоможемо дітям разом»  (29.11.2013 р.)
- Орден «За заслуги перед Запорізьким краєм» III ступеня (26.07.2013 р.)
- Знак Національної академії педагогічних наук України «Ушинський К. Д.» (09.10.2013 р.)
- Чисельні подяки та грамоти від керівництва навчальних закладів, які співпрацюють з університетом.

## Наукова діяльність
В. В. Молодиченко приділяє значну увагу роботі з обдарованою молоддю: здійснює керівництво науковими дослідженнями студентів, магістрантів, аспірантів. Окрім цього, Валентин Вікторович співпрацює з учнівською молоддю м. Мелітополя та Мелітопольського району. Упродовж останніх років підготував 8 учасників та 6 призерів III етапу Всеукраїнського конкурсу-захисту науково-дослідницьких робіт учнів-членів Малої Академії наук України, 7 учасників та 1 призера II етапу Всеукраїнської олімпіади зі спеціальності «Початкове навчання».
Молодиченко В. В. є членом спеціалізованої вченої ради К18.053.01 із захисту дисертацій на здобуття наукового ступеня кандидата педагогічних наук у Мелітопольському державному педагогічному університеті імені Богдана Хмельницького.
Валентин Вікторович — організатор значної кількості наукових конференцій і семінарів всеукраїнського й міжнародного масштабу, координатор таких наукових заходів, як всеукраїнські конференції та семінари: «Людиновимірність у науці, освіті та культурі: теоретико-методологічні аспекти», «Розвиток біологічної освіти в Україні», «Художня культура і освіта: традиції, сучасність, перспективи», всеукраїнська студентська олімпіада зі спеціальності «Музичне мистецтво», щорічний міжнародний фестиваль слов'янської фортепіанної музики.
Молодиченко В. В. є ініціатором розширення спектру наукових видань університету, серед яких «Наукові записки Мелітопольського державного педагогічного університету: Педагогічні науки», науково-теоретичного часопису «VERSUS», збірки наукових статей студентів «Магістерські читання» та «Студентський меридіан».
Коло наукових інтересів — екологічна освіта, формування ціннісних орієнтацій особистості, організація вищої педагогічної освіти в умовах трансформації суспільства.
За кордоном кваліфікація В. В. Молодиченка як науковця і викладача відзначена званням члена-кореспондента Міжнародної педагогічної академії.
Нажаль, у докторській дисертації В.В. Молодиченка виявлено плагіат (що свідчить про його наукову недоброчесність) 